# Il nuovo mondo amoroso
Il nuovo mondo amoroso (Le nouveau monde amoureux) è un testo pubblicato postumo nel 1967, ben centotrent'anni dopo la sua stesura da parte di Charles Fourier. Si descrive la natura dei nuovi rapporti sessuali, come si svolgeranno nella società utopistica di Armonia.

## Contenuti
(C. Fourier, Il nuovo mondo amoroso, sezione La bilancia dei due amori)
Gli amori sono suddivisi in cinque tipologie:
- l'ordine semplice: o puramente materiale, o puramente sentimentale (cd. "celadonismo")
- l'ordine composto: sia materiale che sentimentale
- l'ordine poligamo
- l'ordine onnigamo (le orge collettive)
- l'ordine ambiguo (l'omosessualità)

In Armonia tali amori vengono tutti giudicati naturali, e praticati dagli uomini e dalle donne in condizione di perfetta parità. La poligamia è considerata la regola e la fedeltà a un unico partner l'eccezione; il sentimento della gelosia è superato da uno spirito di benevola condivisione. Del rapporto esclusivo di coppia, chiamato amore egoista, vengono criticati: l'inutilità sociale, l'ipocrisia che costringe a ingannarsi reciprocamente, l'ingratitudine che porta a dimenticare le persone amate in passato.
Dagli esempi presenti nel libro, risulta gli incontri erotici avvengono non tanto nel segno dello spontaneità, ma in modo organizzato, quasi dei giochi di ruolo: esistono codici, tribunali, corti, orde, crociate, studio "scientifico" delle affinità ecc. Nel mondo immaginato da Fourier i piaceri diventano affari di stato e ognuno dedica all'amore una parte fissa della giornata: la società nel suo complesso si adopera per garantire a ciascuno (anche gli anziani) il diritto al piacere. Esiste a tal fine un'istituzione specifica, chiamata angelicato: una sorta di prostituzione sacra, a cui sono riservati i massimi onori e privilegi; per accedervi occorre superare una serie di prove amorose.
L'idea di fondo è che la natura ha creato l'amore per moltiplicare i legami sociali, mentre le istituzioni repressive create dalla civiltà, come il matrimonio, ostacolano tali legami. Inoltre il soffocamento di una passione è inefficace, perché ha come effetto di tramutarla in un sentimento nocivo: di qui, secondo l'autore, la genesi del sadismo.
«Ciò che fa piacere a molti senza nuocere a nessuno è sempre un bene del quale bisogna approfittare in armonia, dove i piaceri devono essere variati all'infinito".
Il fourierismo si rivela qui come "eudemonismo radicale": la felicità viene identificata con il piacere, e questo con il piacere fisico, ossia fondamentalmente il cibo e il sesso. In Armonia chi abbia raggiunto un alto livello di saggezza gastronomica e virtù amorosa può infatti ambire ai titoli rispettivamente di "santità" maggiore e minore.